# ユリウス・フリードリヒ (ヴュルテンベルク＝ヴァイルティンゲン公)
ユリウス・フリードリヒ（Herzog Julius Friedrich von Württemberg-Weiltingen, 1588年6月3日 - 1635年4月25日）は、ドイツのヴュルテンベルク公爵家の公子で、同家の分枝の1つヴュルテンベルク＝ヴァイルティンゲン家（Württemberg-Weiltingen）の始祖。

## 生涯
ヴュルテンベルク公フリードリヒ1世とその妻でアンハルト侯ヨアヒム・エルンストの娘であるジビュラの間の第7子、五男（実質的な三男）として生まれた。両親および兄弟姉妹とともにモンベリアルで少年時代を過ごしたが、1593年に父が本家の家督を継ぐと、シュトゥットガルトに移った。成人するとアルザスでの軍事遠征やユーリヒ＝クレーフェ継承戦争に参加した。ユリウスはまたアナトリア半島、マルタ島、エフェソスへの長期旅行にも赴き、1615年はラップランドを訪れた。
1617年、他の兄弟とともに長兄ヨハン・フリードリヒとの間に相続協定を結んだ。ユリウスはヴァイルティンゲンとブレンツ（現在のゾントハイムの一部）の所領、ハイデンハイムの徴税権、年額1万5000グルデンの年金の支給を保障された。同年11月24日にシュレースヴィヒ＝ホルシュタイン＝ゾンダーブルク公ハンスの娘アンナ・ザビーナ（1593年 - 1659年）と婚約し、翌1618年12月11日にスナボーで結婚した。結婚当初はブレンツに住んだが、後にヴァイルティンゲン城（Schloss Weiltingen）に居を構えた。
1631年に次兄ルートヴィヒ・フリードリヒが亡くなると、未成年の甥エーバーハルト3世の摂政の地位を引き継いだ。同年、彼はプロテスタント諸侯が結んだライプツィヒ協約（Leipziger Konvent）にヴュルテンベルクを参加させようとしたが、サクランボ戦争（Kirschenkrieg）で皇帝軍の脅迫に屈したため、諸侯たちとの同盟は断念させられた。
ユリウスはスウェーデン王グスタフ2世アドルフと結んで再軍備を進めようとしたが、領邦等族の反対が根強く、エーバーハルト3世の母親で共同摂政のバルバラ・ゾフィアは1633年にユリウスを摂政から解任した。1634年のネルトリンゲンの戦いの後は、ヴュルテンベルク公爵家の一族郎党とともにストラスブールに逃亡し、この地で客死した。

## 子女
妻アンナ・ザビーナとの間に5男4女をもうけた。
- ローデリッヒ（1618年 - 1651年） - ヴュルテンベルク＝ヴァイルティンゲン公
- ユーリア・フェリーツィタス（1619年 - 1661年） - 1640年、シュレースヴィヒ＝ホルシュタイン＝ゴットルプ公子ヨハンと結婚
- ジルフィウス・ニムロート（1622年 - 1664年） - ヴュルテンベルク＝エールス公
- フロリアーナ・エルネスティーネ（1623年 - 1672年） - 1657年、ホーエンローエ＝プフェーデルバッハ伯フリードリヒ・クラフトと結婚
- ファウスティーナ・マリアンナ（1624年 - 1679年）
- マンフレート（1626年 - 1662年） - ヴュルテンベルク＝ヴァイルティンゲン公
- ユリウス・ペレグリナティウス（1627年 - 1645年）
- ズエーノ・マルティアリス・エーデノルフ（1629年 - 1656年）
- アマデーア・フレドーニア（1631年 - 1633年）